# Xenortholitha suavata
Xenortholitha suavata là một loài bướm đêm trong họ Geometridae.